# Фелипе Кастильский (сеньор де Кабрера)
Филипп Кастильский (исп. Felipe de Castilla; 28 мая 1292, Севилья — 13/30 апреля 1327, Мадрид) — кастильский инфант, сеньор де Кабрера и Рибера (1304—1327), сеньор де Лемос и Саррия (1304—1306), майордом Кастилии (1325—1327).

## Биография
Родился 28 мая 1292 года в Севилье. Пятый (младший) сын Санчо IV (1258—1295), короля Кастилии и Леона (1284—1295), и Марии де Молины (1265—1321). По отцовской линии он был внуком короля Кастилии Альфонсо X и королевы Виоланты Арагонской (дочери короля Хайме I Арагонского), а по материнской линии — инфанта Альфонсо де Молины, сына короля Леона Альфонсо IX, и его жены, Майор Альфонсо де Менесес.
В 1295 году, когда Филиппу было три года, его отец Санчо IV скончался, а на королевский престол Кастилии вступил его старший брат Фердинанд IV.
В возрасте шести лет инфант Филипп был отправлен своей матерью в качестве представителя короны в Галисию, где подняли мятеж Хуан Альфонсо де Альбукерке и Фернандо Родригес де Кастро. Королевское войско потерпело поражение от повстанцев. Инфант Филипп был арестован и заключен в тюрьму в замке Вильяльба, где он провел несколько лет. В 1304 году инфант Филипп был освобожден из заключения и при помощи Фернандо Родригеса де Вьедма осадил замок Монфорте-де-Лемос, который принадлежал Фернандо Родригесу де Кастро. Последний попытался снять осаду с замка, но потерпел поражение в битве и был убит. После гибели Фернандо Родригеса де Кастро его владения были конфискованы по приказу короля Фердинанда IV и переданы инфанту Филиппу, который стал сеньором де Кабрера и Рибера, Лемос и Саррия, а также аделантадо Галисии. В 1306 году сеньории Лемос и Саррия были отняты у инфанта Филиппа и переданы Альфонсо де ла Серде (1270—1333), в обмен за его отказ от претензий на кастильский престол. В 1309 году инфант Филипп принимал участие в неудачной осаде королем Кастилии Фердинандом IV города Альхесирас.
В сентябре 1312 года скончался 26-летний король Кастилии Фердинанд IV. На королевский престол вступил его сын Альфонсо XI (1311—1350), которому тогда исполнился один год. В королевстве вспыхнула борьба за власть. В результате было назначено сразу четыре регента: инфанты Педро (брат короля Фернандо IV) и Хуан (брат короля Санчо IV), а также мать Альфонсо — Констанция Португальская, и бабушка — Мария де Молина, вдова короля Санчо IV. Констанция, мать Альфонсо, умерла в 1313 году.
В июне 1319 года инфанты Педро и Хуан, командовавшие кастильской армией в неудачной экспедиции против Гранадского эмирата, потерпели сокрушительное поражение в битве при Сьерра-Эльвире и сами погибли в этом сражении. Новыми регентами и опекунами юного короля Альфонсо XI стали Хуан Мануэль (внук короля Фердинанда III), Хуан Одноглазый (сын инфанта Хуана) и инфант Филипп. Вскоре инфант Филипп при поддержке своей матери Марии де Молины начал борьбу за власть с другими опекунами, Хуаном Мануэлем и Хуаном Одноглазым.
В августе 1325 года король Альфонсо XI исполнилось 14 лет, и он был объявлен совершеннолетним в Вальядолиде. В декабре того же 1325 года инфант Филипп был назначен майордомом королевского двора, он занимал эту должность до своей смерти в 1327 году.
В апреле 1327 года инфант Филипп Кастильский скончался в Мадриде. Он был похоронен в монастыре Санта-Клара в Альярисе (Галисия).
Инфант Филипп Кастильский был женат на Маргарите де ла Серде (1293 — после 1328), правнучке короля Кастилии и Леона Альфонсо X, дочери Альфонсо де ла Серда (1270—1333) и Матильды де Бриенн. Их брак был бездетным.
От внебрачной связи со Стефанией Гомес у Филиппа родилась дочь Мария де Кастилия.